# Govind Singh Rathore
 (juillet 2025).
गोविंद सिंह राठौड़
Govind Singh Rathore, né le 07 juillet 1982 à Jodhpur est une personnalité publique indienne. Fondateur de l'ONG Sambhali Trust et de la Sambhali Development Foundation, il s'engage pour l'éducation et l'émancipation des femmes et enfants au Rajasthan ainsi que pour la reconnaissance et les droits des communautés LGBTQIA+ dans cette même région.

## Jeunesse et création de Sambhali Trust
Fils aîné d'une famille traditionnelle Rajput d'origine rurale implantée à Setrawa dans le désert du Thar, Govind Singh Rathore naît et grandit à Jodhpur, deuxième ville la plus importante du Rajasthan. Son père ayant des problèmes d'alcoolisme, Govind a assisté à des scènes de violence conjugale durant son enfance.
Il étudie à la B.Z.S. Public school de Jodhpur jusqu'à la mort de son père lorsqu'il a quatorze ans et demi. En Inde, selon la tradition, lorsque le père décède, l'aîné devient automatiquement chef de famille. La mère de Govind le fait donc quitter l'école pour qu'il occupe cette place. Il est très rapidement fiancé et se marie à vingt ans. 
Du jour au lendemain, face à la situation de sa mère, soudain veuve, toute la famille est mise à l'écart de la société, et en particulier les femmes. Cette situation marque profondément Govind, qui décide de s'intéresser au sort des femmes de sa communauté. Il se rend rapidement compte qu'elles sont considérées comme des citoyennes de second rang et n'ont pour la plupart aucun outil pour améliorer leur situation. Il constate que leur illettrisme et leur dépendance financière sont les principales entraves à leur émancipation sociale, et décide que l'éducation est le premier pas indispensable pour les aider. En 2006, Govind Singh Rathore propose à sa femme de ménage Meera d'enseigner la lecture et l'écriture à ses deux filles. En effet, étant Dalits, elles n'étaient jamais allées à l'école. Le lendemain, Meera emmène dix-huit femmes avec elle pour assister aux cours. Cette initiative marque le lancement de Sambhali Trust, ONG pour l'émancipation et l'éducation des femmes et enfants marginalisés du Rajasthan, qui sera fondée six mois plus tard, le 16 janvier 2007. La création de l'association est appuyée par Mukta Kumari (femme de Govind) et financée par les fonds collectés grâce à la maison d'hôte ancestrale de Durag Niwas.

Logo de Sambhali trust

## Évolution de Sambhali Trust
L'enthousiasme suscité par ces premières actions locales pousse Govind Singh Rathore à développer son organisation qui s'installe à Jodhpur dans des locaux appartenant à sa famille. Le siège de l'association se trouve à Durag Niwas, qui est aujourd'hui une maison d'hôte pour les volontaires et invités de l'association. Les bureaux sont attenant à cette grande maison, dans laquelle Govind et sa famille vivent aujourd'hui.
Au fil du temps, Govind étend son militantisme et défend les communautés LGBTQIA+ et toutes les personnes marginalisées par leur genre, leur caste ou leur religion.
Son ONG Sambhali Trust a ainsi évolué avec le temps. En 2025 elle s'étend sur trois villes du Rajasthan, Jodhpur, Jaisalmer et Setrawa et a aidé plus de 77 800 personnes depuis sa création.
L'association compte aujourd'hui

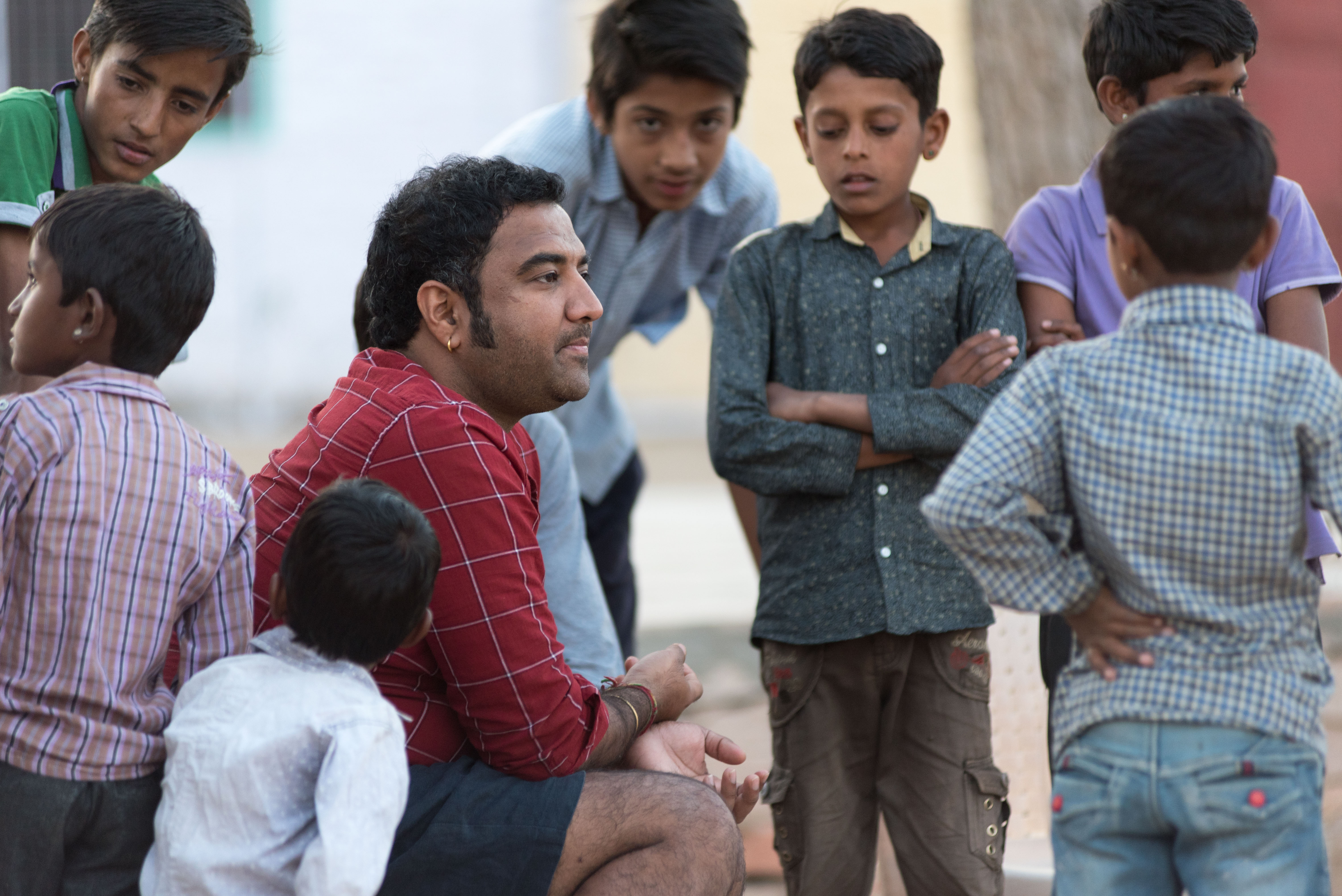
Govind Singh Rathore avec les enfants d'un empowerment center de Sambhali Trust

- Dix centres d'empowerment dans lesquels les femmes et enfants ont un accès gratuit à des cours d'anglais, de hindi, de mathématiques, de couture et de broderie

- Trois internats pour les jeunes femmes et enfants provenant de milieux ruraux ou ayant des difficultés de logement

- Une aide légale et médicale gratuite pour tous composée d'une ligne d'appel gratuite, d'un accueil de victimes avec un soutien psychologique et légal, de visites médicales tous les mois pour les élèves et internes

- Un système de bourses éducatives financées par des donateurs dans le monde entier

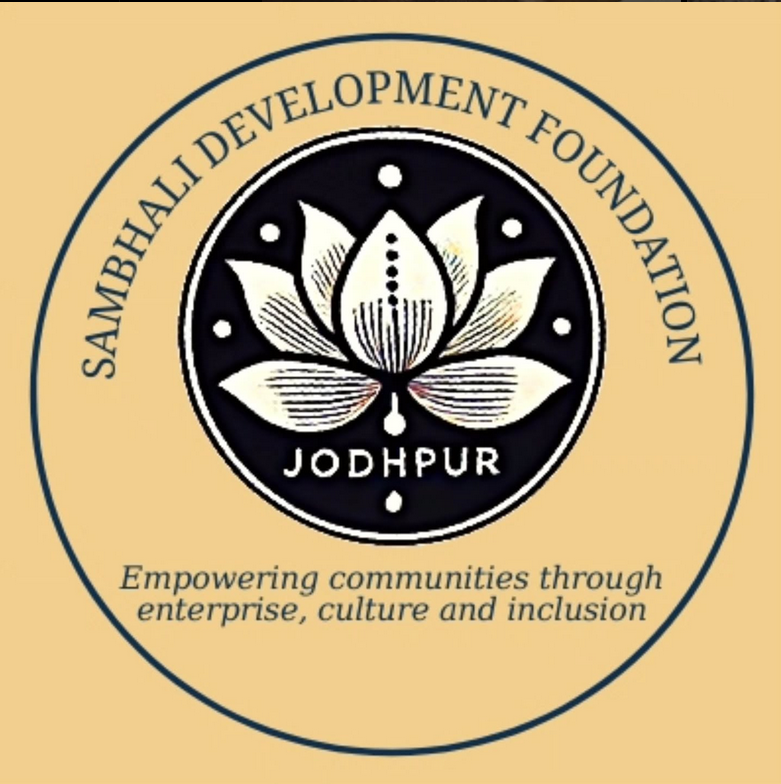
Logo de la Sambhali Development Foudation

## COVID-19
En 2020, pendant la pandémie de COVID-19, Govind Singh Rathore et ses proches se rendent à son village ancestral Setrawa, à 100km de Jodhpur pour y fournir de la nourriture et des masques aux populations locales. Les locaux de Sambhali Trust ainsi que la résidence personnelle de Govind Singh Rathore sont laissées à disposition des autorités pour y établir des centres de quarantaine. Lorsqu'il arrive à Setrawa, Govind réalise rapidement la détresse dans laquelle les villageois les plus pauvres se trouvent. Contraints d'arrêter de travailler à cause de la pandémie, certains peinent à obtenir un seul repas par jour. Govind décide donc prendre en charge la situation, et après avoir réalisé une enquête avec l'aide du chef de village, élabore une liste de personnes éligibles à une aide humanitaire, se concentrant sur les veuves, les personnes âgées isolées, les handicapés et les Dalits. Il lève ensuite des fonds grâce à une plateforme en ligne et s'organise pour aider. Une partie de ses amis et volontaires s'occupent de cuisiner et emballer des repas qu'ils distribuent ensuite à une trentaine de familles, l'autre partie fait du porte à porte pour distribuer du savon et informer sur l'état de la pandémie, tout en récoltant des informations pour savoir qui a besoin de rations alimentaires. 
Au total, Govind et ses proches ont aidé plus de 300 personnes sur les villages de Setrawa, Viramdeogarh, Dera et Lawaran .

## Création de laSambhali Development Foundation
A l'issue de la pandémie de COVID-19, l'ONG Sambhali trust s'est retrouvée en difficulté financière et en manque de volontaires internationaux. Afin de remédier à ce manque et de ne plus reposer uniquement sur les dons extérieurs, Govind Singh Rathore crée en Décembre 2024 la Fondation Sambhali pour le développement. Cette fondation est une initiative à but non lucratif visant à développer le tourisme de Jodhpur, créer de l'emploi pour les communautés LGBTQIA+, favoriser l'accueil et l'épanouissement des communautés marginalisées du Rajasthan et collecter des fonds intégralement reversés en dons à l'association Sambhali trust.
Cette initiative repose sur trois projets, gérés par des personnes de la communauté LGBTQIA+ et les volontaires internationaux: La Sambhali Boutique, le Sambhali Café et les Sambhali Walks.

## Controverses
Une partie des acteurs locaux critiquent le positionnement non conforme aux traditions locales de Govind Singh Rathore. Il lui est ainsi reproché de se mobiliser pour des causes féministes en tant qu'homme ou encore de collaborer avec des volontaires étrangers et des populations musulmanes en tant qu'Hindu. Le contact avec les populations Dalit (principaux bénéficiaires de l'association) lui a été reproché par certains proches, ainsi que son engagement pour la communauté LGBTQIA+.

## Vie privée
Govind Singh Rathore est marié à Mukta Kumari qui tient une place importante dans l'ONG Sambhali Trust. Ils ont deux enfants, leur fils Ayushraj né en 2005 et leur fille Hirnakshi (dite Laadli) née en 2015.

## Bilan de l'ONG et organisations internationales
Entre 2007 et 2025, Sambhali Trust a aidé plus de 77 800 femmes, enfants et personnes LGBTQIA+ au Rajasthan. Les nombreux voyages de Govind Singh Rathore en Autriche, Allemagne, Suisse, Suède et en France lui ont donné l'occasion de faire connaître Sambhali Trust en Europe et jusqu'aux États-Unis tout en trouvant de nouveaux partenaires et des fonds pour l'organisation. Il existe ainsi six autres branches de l'ONG qui promeuvent ses actions et collectent des dons à l'étranger: Freunde für Sambhali (2013), Sambhali Austria (2013), Sambhali UK (2014), Sambhali France (2016), Sambhali US (2019), et Verein Sambhali Swiss Hilfe für Frauen und Kinder in India.